# Hypoponera nivariana
Hypoponera nivariana är en myrart som först beskrevs av Santschi 1908.  Hypoponera nivariana ingår i släktet Hypoponera och familjen myror. Inga underarter finns listade i Catalogue of Life.